# 奧克斯卡亞冰原島峰
71°58′S 13°47′E / 71.967°S 13.783°E
奧克斯卡亞冰原島峰（德語：Okskaya Nunatak），是南極洲的冰原島峰，位於毛德皇后地的阿斯特里德公主海岸，處於里梅卡爾瓦內冰原島峰北端，海拔高度2,295米，由德國探險隊發現和拍攝空中照片，現時由南極條約體系管理。